# Cigarro

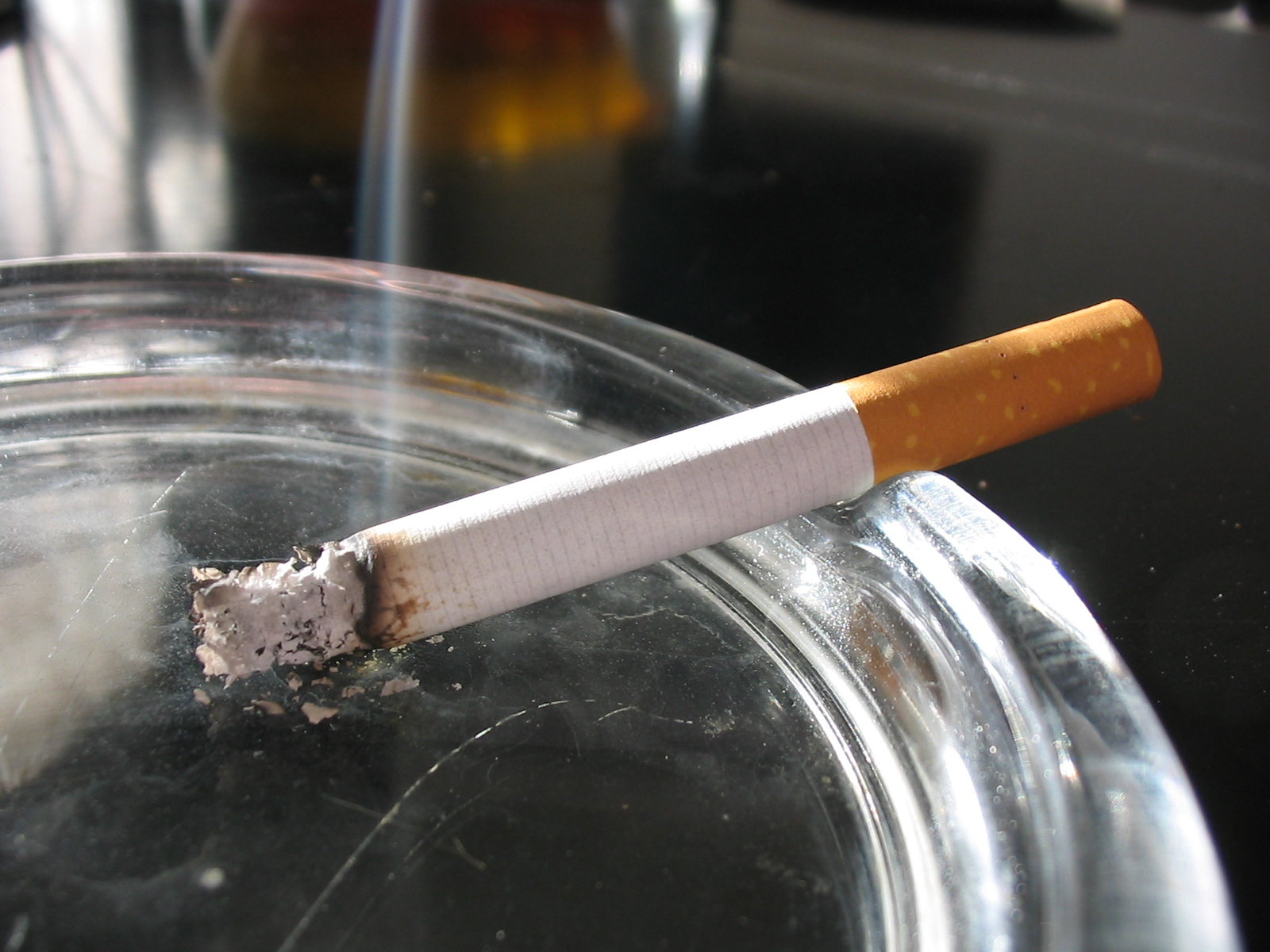
Um cigarro aceso, num cinzeiro. O filtro corresponde à parte laranja

Cigarro é um pequeno cilindro de folhas de tabaco de corte fino, enroladas numa mortalha, que pode ser fumado. O cigarro é aceso numa das pontas, iniciando uma combustão lenta cujo fumo pode ser inalado pela outra ponta. A maior parte dos cigarros modernos produzidos em fábrica incluem um filtro numa das pontas, e geralmente incluem tabaco reconstituído e outros aditivos. Algumas pessoas inalam o fumo através de uma boquilha. A principal substância química psicoativa no tabaco é a nicotina, a qual é extremamente viciante.
Geralmente, o termo "cigarro" refere-se ao cigarro de tabaco, embora possa ser usado para designar produtos semelhantes, como cigarro de cannabis. Um cigarro é diferente de um charuto ou cigarrilha, uma vez que, ao contrário destes produtos, é constituído por tabaco processado enrolado em papel, enquanto os charutos são constituídos inteiramente por folhas de tabaco integrais.
Fumar é prejudicial para a saúde. A esperança de vida de um fumador é 14 anos de vida inferior à da restante população. Cerca de metade dos fumadores morre de doenças relacionadas com o tabaco. O fumo produzido pelos cigarros é um aerossol com mais de 4000 compostos químicos diferentes, entre os quais nicotina, monóxido de carbono e acroleína. Mais de 50 destas substâncias são carcinogénicas. O consumo de cigarros por mulheres grávidas pode causar doenças congénitas, entre as quais baixo peso à nascença, anomalias do feto e parto prematuro. Mesmo a exposição ao fumo passivo, o cigarro é prejudicial para as pessoas (não fumantes) à volta do fumador, tendo o potencial para causar os malefícios do fumo.
A prevalência de fumadores varia significativamente em todo o mundo e tem vindo a alterar-se desde a introdução dos cigarros em meados do século XIX. Enquanto nos países desenvolvidos o número de fumadores tem vindo a diminuir gradualmente, nos países em vias de desenvolvimento tem continuado a aumentar. Os efeitos na saúde, incluindo os efeitos nefastos do fumo passivo, têm levado à criação de leis que proíbem fumar em locais de trabalho e zonas públicas. Os cigarros são também uma causa frequente de incêndios em habitações, o que tem levado alguns países a proibir cigarros que não se extingam rapidamente.

## História
Há controvérsias sobre a origem do cigarro. Suas formas mais antigas foram atestadas na América Central por volta do século IX na forma de cachimbos feitos de bambu. Os maias e posteriormente os astecas, fumavam várias drogas psicoativas durante rituais religiosos que eram frequentemente retratados em cerâmicas e gravuras em seus templos.  No Caribe, México e nas Américas Central e do Sul, o cigarro e o charuto eram o método mais comum para se fumar até tempos recentes.
O cigarro produzido na América do Sul e América Central usava várias plantas como embrulho. Quando o fumo foi levado para a Espanha o mesmo passou a ser embrulhada com palhas de milho. O papel fino para embalagem foi introduzido por volta do século XVII. O produto resultante era chamado "papelate" e foi retratado em várias pinturas de Francisco de Goya como La cometa, La Merienda en el Manzanares e El juego de la pelota a pala, obras do século XVIII.
Por volta de 1830, o cigarro foi inserido na França, lá recebeu o nome cigarette e a partir de 1845 começou a ser produzido em escala industrial sob monopólio estatal. Durante a Guerra da Crimeia (1853–1856) o uso do cigarro foi popularizado entre as tropas francesas e britânicas, estas imitavam os turcos que fumavam o tabaco em cachimbos. Em 1833, aparecem na Espanha os primeiros pacotes que são chamados "cigarrillo" ou "cigarrito", termos que vem da palavra "cigarro", assim chamados devido sua forma parecida com a de uma cigarra. Introduzido por comerciantes do Brasil, continuou a sua expansão até Portugal e, posteriormente, por toda a Europa.
A partir de meados do século XX, o uso do cigarro espalhou-se por todo o mundo de maneira enérgica. Essa expansão deu-se, em grande parte, graças ao desenvolvimento da publicidade e marketing. A distribuição gratuita de tabaco para as tropas durante a Primeira Guerra Mundial ajudou a popularizar ainda mais o consumo da droga.
Em tempos de guerras e crises econômicas o cigarro foi bastante valorizado. Durante a Segunda Guerra Mundial, por exemplo, chegou-se a pagar quatrocentos francos por um cigarro, já que eles eram racionados para os soldados.
No Brasil, o tabaco foi introduzido possivelmente através da migração de tribos. Os portugueses tomaram conhecimento da droga quando mantiveram contato com os índios. A produção do tabaco teve grande importância na economia brasileira no período colonial e o desenho de sua folha foi estampado no brasão da República.
Em Portugal, 28% da população fuma, e dados mostram que doze mil pessoas morrem anualmente devido ao consumo do cigarro. A estimativa também indica o perfil do fumante português, entre 35 e 44 anos, e afirma que o número deste tem diminuído nos últimos anos. Atualmente, Portugal é o país da União Europeia com o menor número de fumantes.

## Consumo
Embora seja possível, atualmente, comprar cigarros em maços de vinte, esse produto não foi criado dessa forma. Posteriormente à utilização de rapé (tabaco em pó para se cheirar) com finalidades terapêuticas, o cigarro passou a ser consumido apenas por prazer, enrolado manualmente ou com a ajuda de máquinas de enrolar. Com o passar do tempo, o fumar foi se assumindo como uma forma de afirmação na sociedade, status e até mesmo sensualidade. Artistas famosas, carros, ideias de poder ligadas ao fumo eram muito comum nos comerciais. Isso porque, acredita-se, que quanto antes convencer que “fumar é bom”, melhor para as vendas, pois garantirá um adulto que fuma. Pode-se considerar que o ato de fumar está, muitas vezes, mais ligado ao ritual que envolve o ato de fumar do que à própria nicotina, não obstante, o consumo próximo a círculos de não fumantes pode chegar a gerar discriminações ou até mesmo reações mais ríspidas.
O tratamento do tabaco utilizado na produção de cigarros introduz substâncias cancerígenas que tornam-se ainda mais daninhas durante sua combustão, podendo prejudicar o organismo de diversas formas.
Atualmente, devido ao maior conhecimento das consequências maléficas da inalação do fumo e ao incômodo provocado pela fumaça, foram criadas zonas de não fumantes em muitos locais públicos em diversos países.
Associadas a essas medidas de contenção do consumo de cigarros, existem iniciativas de sensibilização do fumante, como as embalagens na Europa e no Brasil, que expõem avisos visíveis nos maços de cigarro e nos seus espaços publicitários com as consequências maléficas de seu consumo.

## Vício
O tabaco é um vício poderoso. Deixá-lo, segundo estudo publicado no New York Times, pode ser mais difícil que se livrar do álcool, anfetaminas, cocaína e até heroína. “Parar de fumar é fácil. Já parei mais de 20 vezes”, ironizava Winston Churchill, reconhecido como um dos maiores estadistas do século XX. Na perspectiva da atriz Angelina Muniz, é igual a um divórcio: "O cigarro era como um marido. Em todos os momentos eu ainda penso nele, mas estou me esforçando. Quando sinto vontade, bebo água, muita água diariamente. Carrego, inclusive, uma garrafinha na bolsa"

## Cigarros aromatizados com cravo
Trabalhos científicos como o de LaVoie, E.J., "Toxicity Studies on Clove Cigarrete Smoke and Constituens of Clove", Archieves of Toxicology 63:1-6, 63 ilustram o grande perigo que se esconde nos perfumados "cigarros de Bali". O primeiro perigo é o tabaco: como o eugenol tem um efeito anestésico, grandes baforadas de fumaça de tabaco, em geral sem filtro, podem ser inspiradas, com a sensação de um suave frescor enchendo os pulmões. Os usuários acabam fumando cigarros extremamente fortes, repetidas vezes ao dia, graças ao efeito enganoso do eugenol.
Estudos (LaVoie, e também Clark, G.C. "Comparasion of kretek (clove cigarette) smoke with that of American cigarrete smoke", Archives of Toxicology 63:1-6, 1989) têm demonstrado que a incidência de câncer é muito maior nos fumantes de kretek (cigarros de cravo) do que nos fumantes regulares. Os constituintes do cravo também são tóxicos, e sua toxicidade aumenta 1500 vezes se os componentes são inalados em vez de ingeridos. Dr. Frederick Schechter escreveu um artigo em uma revista médica americana trazendo o alerta: todos os meses adolescentes usuários de cigarros de cravo iam ao seu consultório com sérios problemas respiratórios, requerendo hospitalização e, em alguns casos, cirurgias. Dois de seus pacientes acabaram morrendo.

## A industrialização do cigarro, os impostos e legalidade

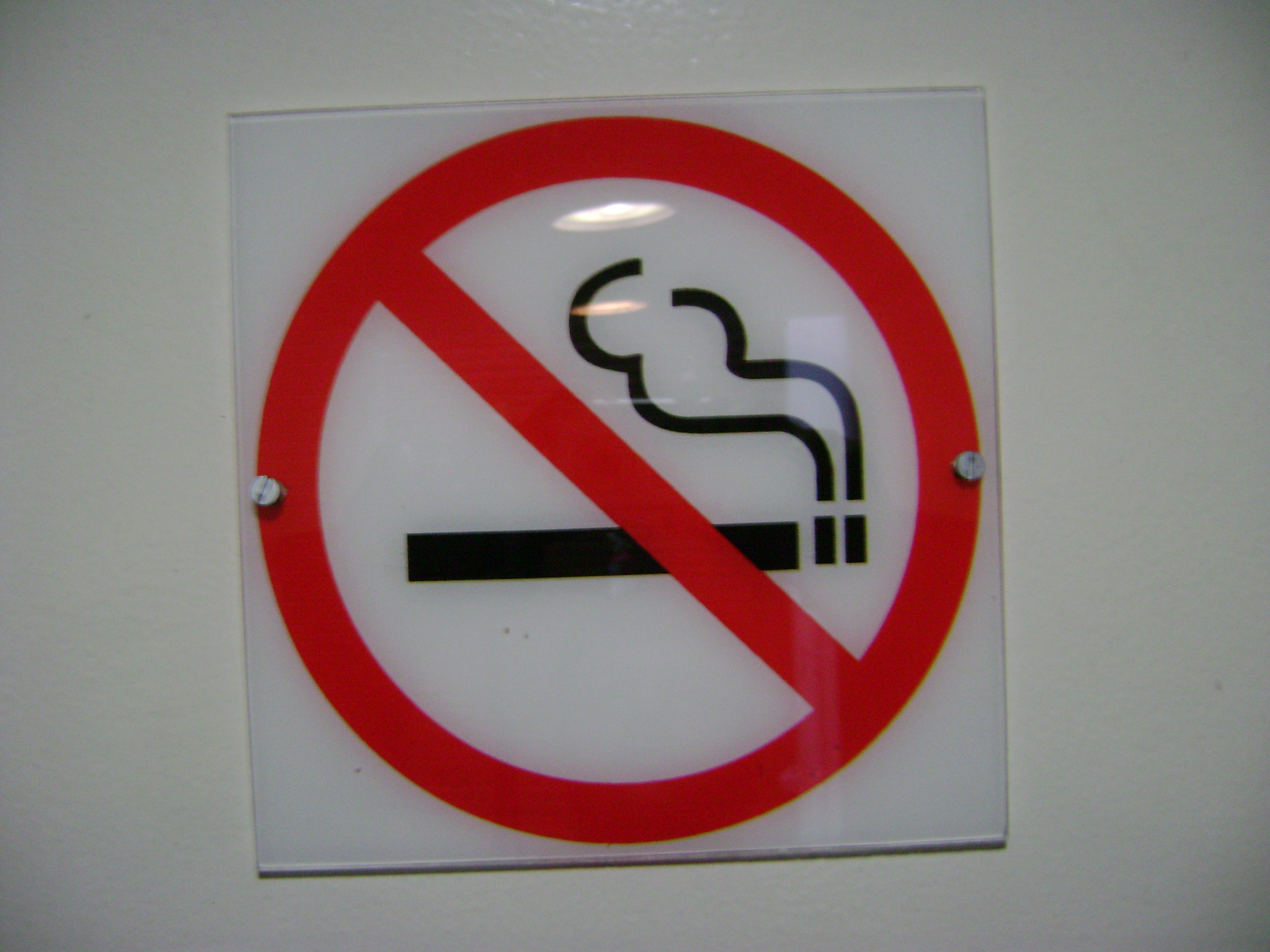
Placa que indica a proibição do consumo de cigarros

As indústrias tabaqueiras começaram por serem pequenas organizações familiares que geravam poucos impostos, fato esse que obrigava os agentes cobrarem o imposto somente nas origens que eram as plantações.
Após o surgimento do processo de industrialização do tabaco, o produto saído da boca das máquinas era mais fácil de controlar e permitiu que os governos assumissem o controle desta indústria e passassem a cobrar altas taxas dos impostos sobre o fumo, como forma de inibir o consumo.
Embora o Estado tenha arrecadação relativa ao imposto sobre o cigarro, o custo social do cigarro é muito maior. Os planos de saúde pública são obrigados a arcar com o ônus das doenças provocadas pelo uso de cigarros, além dos próprios usuários, que além de pagarem impostos muito elevados para utilizarem a droga, ainda tem que arcar com tratamentos de saúde resultantes do uso de cigarros, e que não são cobertos por planos de saúde. Muitos usuários entram em demanda contra a fábrica do produto, que já é altamente taxada por fabricar os cigarros que são legalmente produzidos.
O Butão foi o primeiro país do mundo a proibir o consumo de cigarros.
Há aproximadamente dois anos iniciou-se no Brasil uma política de estado para a desconstrução do cigarro. Durante o governo de Fernando Henrique Cardoso, foram implementadas medidas e campanhas antitabagistas ousadas e bem-sucedidas: desde a proibição de propagandas nas TVs, rádios e jornais até a demonstração dos malefícios causados pelo cigarro à saúde, à estética pessoal, ao fumante passivo. Nos últimos dez anos, dados mostram que o consumo de cigarro no Brasil têm caído vertiginosamente — passou de 21,9% em 2005 para 14,2% em 2015, segundo dados da Kantar IBOPE Media. Esse é o menor índice da última década. Além disso, muitos têm se esforçado em deixar o vício: dentre os que fumaram alguma vez na vida, 56% já conseguiram suspender o consumo de tabaco e estão livres do vício, segundo a Pesquisa Nacional de Saúde e Bem Estar da Kantar Health.

## Composição
Na combustão do tabaco produzem-se milhares de substâncias que são transportadas pelo fumo até aos pulmões. Estas substâncias atuam principalmente sobre o aparelho respiratório, mas algumas delas são absorvidas passando para a corrente sanguínea a partir da qual atuam sobre o organismo.
Tais substâncias podem agrupar-se do seguinte modo:
- Nicotina: É uma droga psicoactiva responsável pela maior parte dos efeitos do tabaco sobre o organismo e gera dependência física. A duração média da nicotina no sangue é inferior a 2 horas, e se a sua concentração for reduzida aparecem os sintomas que alertam o fumante para a necessidade de um novo cigarro.
- Irritantes: O fumo do tabaco contém muitas substâncias irritantes como a acroleína, fenóis, peróxido de nitrogênio, ácido cianídrico, amoníaco, etc., que provocam a alteração dos mecanismos de defesa do pulmão e a contração bronquial pela estimulação das glândulas secretoras da mucosa.
- Alcatrão: O alcatrão é uma substância composta essencialmente por carbono de hidrogénio, ele deriva da carbonização de materiais orgânicos, como a madeira ou o petróleo. Todas as substâncias tóxicas que contribuem para as neoplasias associadas ao consumo do tabaco, sendo a mais estudada o alfabenzopireno.
- Monóxido de Carbono: É um gás incolor de elevada toxicidade presente em grande concentração no fumo do tabaco. Este gás tem uma grande facilidade em se associar a hemoglobina, diminuindo a capacidade de transporte de oxigênio.

### Teores permitidos das substâncias

#### União Europeia
Em todos os estados-membros da União Europeia não é permitida a comercialização de cigarros com mais de 10 mg de alcatrão, 1 mg de nicotina e 10 mg de monóxido de carbono.

#### Brasil
Nos cigarros comercializados no Brasil, os limites máximos permitidos de alcatrão, nicotina e monóxido de carbono na corrente primária da fumaça são:
- I – alcatrão: 10 mg/cigarro (dez miligramas por cigarro);
- II – nicotina: 1 mg/cigarro (um miligrama por cigarro); e
- III – monóxido de carbono: 10 mg/cigarro (dez miligramas por cigarro).

## Outros compostos químicos
As substâncias ou componentes do cigarro são:
- Acetaldeído: Produto metabólico primário etanol no processo de transformação em ácido acético. É um dos agentes responsáveis pela ressaca.
- Acetona: Solvente inflamável.
- Ácido cianídrico: Cianeto altamente venenoso (bloqueia a recepção do oxigênio pelo sangue).
- Alcatrão: Substância tóxica e cancerígena que ajuda ao desenvolvimento de vício. Ele obstrui as vias respiratórias.
- Amoníaco: Químico perigoso utilizado em produtos de limpeza.
- Arsênio: Componente altamente nocivo - veneno puro.
- Benzopireno: Substância cancerígena que ajuda no processo de combustão - faz com que o cigarro não se apague.
- Butano: Gás incolor, inodoro mas altamente inflamável.
- Cloreto de Vinila: Utilizado na fabricação de plásticos, brinquedos, acessórios, etc., diminui a libido, além de ser cancerígeno e altamente tóxico.
- DDT: Agrotóxico.
- Dietilnitrosamina: Causador de lesões.
- Fenol: Ácido carbólico que corroí e irrita as nossas membranas mucosas. Caso fosse ingerido ou inalado era mortal! Para além de ser corrosivo afeta também o nosso sistema nervoso central.
- Formol: Formaldeído
- Mercúrio e metais pesados como chumbo e cádmio: Um único cigarro contém 1 a 2 mg, pelo que como a média de vida destas substâncias é de 10 a 30 anos, reduz a capacidade dos pulmões. Entre outros problemas também causa: dispnéia, fibrose pulmonar, enfisema, hipertensão, câncer nos pulmões, próstata, rins e estômago.
- Metanol: Álcool metílico usado como combustível de foguetes e automóveis.
- Monóxido de carbono: Gás levemente inflamável e extremamente toxico pois se combina a hemoglobina e impede o transporte de oxigênio
- Naftalina: Substância cristalina branca, volátil, com odor característico antitraça.
- Nicotina: É um alcaloide que também é usado como insecticida. Apesar de cheirar mal constitui o princípio cativo do tabaco, sendo a substância que provoca o vício e o cancro nos pulmões.
- Níquel: Armazenam-se no fígado e rins, coração, pulmões, ossos e dentes - resultando em gangrena dos pés, causando danos ao miocárdio, etc.
- Pineno: Hidrocarboneto cancerígeno - utilizado como aromatizante.
- Polônio: Extremamente radioativo.

## Efeitos para o organismo

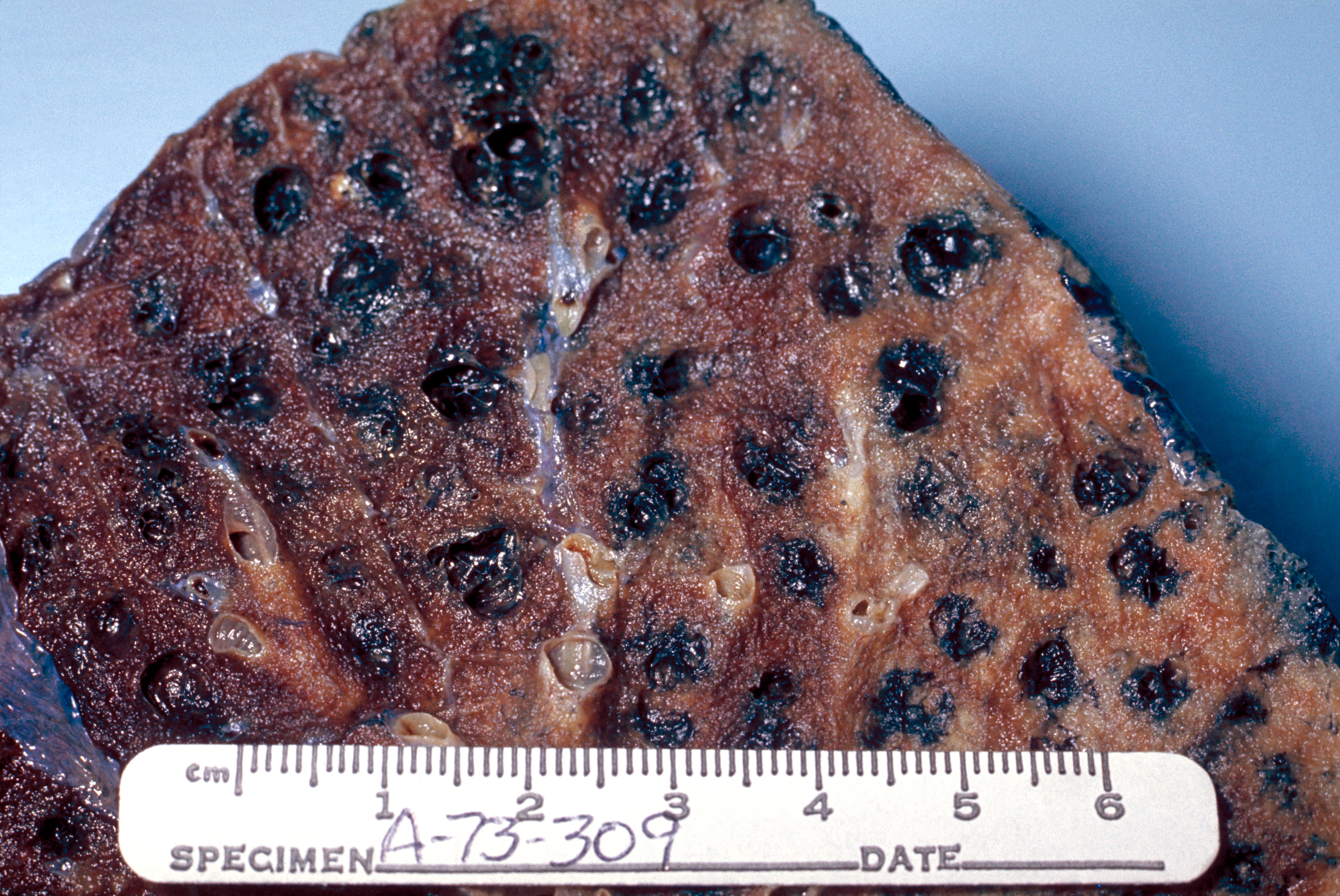
Pulmão humano deteriorado pela enfisema pulmonar.

O pulmão humano é composto de pequenas estruturas, os alvéolos pulmonares, responsáveis pelas trocas gasosas do sangue. O fluxo de sangue e a irrigação sanguínea entre o coração e o pulmão são intensos. A fumaça do cigarro prejudica diretamente o funcionamento da circulação coração–pulmão. Com o passar do tempo, os alvéolos pulmonares vão sendo cimentados pelos componentes da fumaça do cigarro, deixando de fazer sua função. O organismo então passa a ter menor oxigenação dos tecidos, resultando em maior facilidade de cansaço para o fumante. O cigarro também causa inúmeros danos ao coração e pulmão, tal como infarto e câncer.[carece de fontes?]